# Alberto Rabagliati

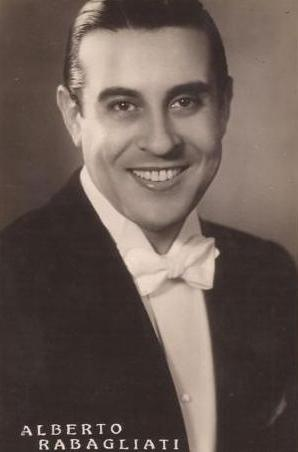
Alberto Rabagliati

Alberto Rabagliati (* 26. Juni 1906 in Mailand; † 8. März 1974 in Rom) war ein italienischer Sänger und Schauspieler.

## Anfänge
Rabagliati wurde in Mailand im Jahr 1906 von aus dem Piemont stammenden Eltern geboren; Vater Leandro Valentino Rabagliati und Mutter Delfina Besso stammten beide aus Casorzo, einer Stadt in den Hügeln der Provinz Asti. 1927 wanderte Alberto Rabagliati von Mailand nach Hollywood aus, nachdem er einen Wettbewerb gewonnen hatte, in dem ein Doppelgänger Rodolfo Valentinos gesucht wurde. „Für jemanden wie mich, der höchstens mal den Comersee und den Dom von Monza gesehen hatte, war die Anwesenheit auf einem Luxusdampfschiff, mit drei vollen Koffern, einem Haufen von Dollars und Herzoginnen und Gräfinnen, die ihn umwarben, eine großartige Sache.“
Rabagliati blieb vier Jahre lang in den USA und machte sich mit der amerikanischen Musik dieser Zeit vertraut: dem Jazz, dem Swing und dem Scat. Nachdem er nach Europa zurückgekehrt war,  setzte er seine Karriere als Sänger fort. Nach einer kurzen Erfahrung im Orchester von Pippo Barzizza arbeitete er mit dem Orchester der Lecuona Cuban Boys zusammen. Er trat mit schwarzgefärbtem Gesicht auf und machte so das Lied Maria la O zu einem Erfolg.

## Auftritte im Radio
Während eines Abends mit den Lecuona Cuban Boys traf Rabagliati Giovanni D’Anzi, der ihm vorschlug, in einer EIAR-Sendung zu singen. In kürzester Zeit entwickelte sich Alberto Rabagliati zur beliebtesten Stimme des italienischen Radios. 1941 bekam er eine eigene Sendung. An jedem Montagabend übertrug die E.I.A.R. die Sendung Canta Rabagliati, in der Rabagliati seine berühmtesten Lieder sang, wie Ma l'amore no, Mattinata fiorentina, Ba-ba-baciami piccina, Silenzioso slow und Bambina innamorata.
Rabagliati wurde so berühmt, dass er sogar in Liedern anderer Sänger zitiert und erwähnt wurde, wie in La famiglia canterina, Quando canta Rabagliati und Quando la Radio. Die weiblichen Fans fielen in Ohnmacht und bewarfen ihn mit Rosen. Obwohl in der Zeit des italienischen Faschismus kulturellen Einflüssen aus den USA mit Misstrauen begegnet wurde, konnte er seinen  amerikanischen Stil beibehalten. Die faschistische Regierung, die Frauen dazu aufrief, mehr Kinder zu gebären, nutzte sogar sein Lied Sposi (dt.: Eheleute) für eine Werbekampagne. Während des Zweiten Weltkriegs unterhielt er die Soldaten in der Kaserne von Trani.
Rabagliatis enormer Bekanntheitsgrad trug dazu bei, dass er sich erneut als Schauspieler betätigte. Von 1940 bis 1965 wirkte er in etwa 20 Filmen mit, darunter waren Die barfüßige Gräfin, Montecarlo, Der Witwer und Aber, aber … meine Herren….  
Aktiv war der Künstler bis in die Mitte der 1950er-Jahre auch im Theater mit den Musikkomödianten Garinei und Giovannini. Sein letzter öffentlicher Auftritt erfolgte 1974 bei der Fernsehsendung Milleluci als Gast bei Mina und Raffaella Carrà. Kurze Zeit später starb er an einem Blutgerinnsel im Gehirn.

## Filmografie (Auswahl)
- 1928: Engel der Straße (Street Angel)
- 1930: Sei tu l'amore
- 1941: Una famiglia impossibile
- 1942: La scuola dei timidi
- 1943: Arcobaleno
- 1943: In cerca di felicità
- 1943: Lascia cantare il cuore
- 1943: La vita è bella
- 1946: Partenza ore 7
- 1946: Natale al campo 119
- 1952: Mandrin, der König der Rebellen (Le avventure di Mandrin)
- 1954: Die barfüßige Gräfin (The Barefoot Contessa)
- 1954: Gekreuzte Klingen (Il maestro di Don Giovanni)
- 1954: Meine Lausejungs (Scuola elementare)
- 1955: Quando tramonta il sole
- 1957: Die Monte Carlo Story (Monte Carlo)
- 1957: Susanna, süß wie Sahne (Susanna tutta panna)
- 1959: Der Witwer (Il vedovo)
- 1962: Jessica
- 1962: Mein Freund Benito (Il mio amico Benito)
- 1964: Panic Button… Operazione fisco!
- 1966: Aber, aber, meine Herren… (Signore & signori)
- 1966: Weihnachtsmann in Not (Il Natale che quasi non fu)